# Dmytro Iakouchyne
Dmytro Viktorovytch Iakouchyne parfois russifié en Dmitri Iakouchine – en ukrainien : Дмитро Вікторович Якушин, et en anglais : Dmytro Yakushyn – né le 21 janvier 1978 à Kharkov (aujourd’hui Kharkiv) en République socialiste soviétique d’Ukraine est un joueur professionnel de hockey sur glace ukrainien évoluant au poste de défenseur. Depuis 2010, il joue au Metallourg Jlobine dans le championnat biélorusse. Il est également un ancien joueur des Maple Leafs de Toronto.

## Carrière de joueur
Dmytro Iakouchyne commence sa carrière de joueur dans la Ligue de hockey de l’Ouest, où il a été actif de 1996 à 1998 au sein de l’Ice d’Edmonton, puis des Pats de Regina. Auparavant, il a été retenu lors du repêchage 1996 de la Ligue nationale de hockey (LNH) au sixième tour (140e choix total) par les Maple Leafs de Toronto. C’est durant la période de 1998 à 2003, que Iakouchyne tente l’aventure chez les Maple Leafs de Saint-Jean, l’équipe ferme de Toronto évoluant dans la Ligue américaine de hockey. Lors de cette période, il fait quelques parenthèses, durant la saison 2001-2002 au HK Sokol Kiev pour la compétition de la Ligue d’Europe de l’Est de hockey sur glace et du Donbass Donetsk pour le championnat d’Ukraine. Il fait également un bref passage chez les Maple Leafs de Toronto durant la saison 1999-2000, comptant ses deux seules apparitions dans la LNH.
La saison 2003-2004 Iakouchyne la passe dans le championnat danois au AaB Ishockey d’Aalborg. Elle est suivie par une saison au HK Khimvolokno Mahiliow dans L’Ekstraliga biélorusse. La saison 2005-2006 il retourne sur la glace d’Aalborg. De 2006 à 2008, il joue pour une saison sous les couleurs du HK Nioman Hrodna avant d’intégrer l’équipe du Keramin Minsk avec qui il devient champion de Biélorussie. La saison 2008-2009, Iakouchyne rejoint son ancien club le HC Sokol Kiev, évoluant dans le championnat russe de deuxième division. Après une saison au HK Homiel en Ekstraliga biélorusse, il signe un contrat initialement pour la saison 2010-2011 à la suite de la fondation du HK Boudivelnik Kiev de la Ligue continentale de hockey (KHL). Après cette annonce que l’équipe est incapable de prendre part à la saison 2010-2011, Iakouchyne reste au HK Homiel, mais part en cours de saison pour le grand rival qu’est le Metallourg Jlobine.
Sous le maillot de l’Ukraine, Iakouchyne participe au championnat du monde 2000, et les championnats du monde en 2008 et 2009.

## Statistiques de carrière

### En club
| Saison      | Équipe                    | Ligue          |     | Saison régulière | Saison régulière | Saison régulière | Saison régulière | Saison régulière |   | Séries éliminatoires | Séries éliminatoires | Séries éliminatoires | Séries éliminatoires | Séries éliminatoires |
| Saison      | Équipe                    | Ligue          | PJ  | B                | A                | Pts              | Pun              | PJ               | B | A                    | Pts                  | Pun                  |                      |                      |
| 1996-1997   | Ice d’Edmonton            | LHOu           | 63  | 3                | 14               | 17               | 103              | -                | - | -                    | -                    | -                    |                      |                      |
| 1997-1998   | Ice d’Edmonton            | LHOu           | 29  | 1                | 10               | 11               | 41               | -                | - | -                    | -                    | -                    |                      |                      |
| 1997-1998   | Pats de Regina            | LHOu           | 13  | 0                | 14               | 14               | 16               | 9                | 2 | 8                    | 10                   | 12                   |                      |                      |
| 1998-1999   | Maple Leafs de Saint-Jean | LAH            | 71  | 2                | 6                | 8                | 65               | 4                | 0 | 0                    | 0                    | 0                    |                      |                      |
| 1999-2000   | Maple Leafs de Saint-Jean | LAH            | 64  | 1                | 13               | 14               | 106              | -                | - | -                    | -                    | -                    |                      |                      |
| 1999-2000   | Maple Leafs de Toronto    | LNH            | 2   | 0                | 0                | 0                | 2                | -                | - | -                    | -                    | -                    |                      |                      |
| 2000-2001   | Maple Leafs de Saint-Jean | LAH            | 45  | 2                | 0                | 2                | 61               | 1                | 0 | 0                    | 0                    | 0                    |                      |                      |
| 2001-2002   | HK Sokol Kiev             | PHL            | 3   | 1                | 0                | 1                | 4                | -                | - | -                    | -                    | -                    |                      |                      |
| 2001-2002   | Donbass Donetsk           | PHL            | 8   | 3                | 8                | 11               | 6                | -                | - | -                    | -                    | -                    |                      |                      |
| 2002-2003   | Maple Leafs de Saint-Jean | LAH            | 29  | 1                | 2                | 3                | 23               | -                | - | -                    | -                    | -                    |                      |                      |
| 2003-2004   | AaB Ishockey              | AL-Bank ligaen | 13  | 0                | 2                | 2                | 24               | -                | - | -                    | -                    | -                    |                      |                      |
| 2004-2005   | HK Khimvolokno Mahiliow   | Ekstraliga     | 39  | 4                | 3                | 7                | 88               | 9                | 0 | 2                    | 2                    | 2                    |                      |                      |
| 2005-2006   | AaB Ishockey              | AL-Bank ligaen | 29  | 1                | 7                | 8                | 40               | 16               | 1 | 2                    | 3                    | 55                   |                      |                      |
| 2006-2007   | HK Nioman Hrodna          | Ekstraliga     | 40  | 4                | 4                | 8                | 127              | 3                | 0 | 1                    | 1                    | 0                    |                      |                      |
| 2007-2008   | Keramin Minsk             | Ekstraliga     | 48  | 7                | 10               | 17               | 144              | -                | - | -                    | -                    | -                    |                      |                      |
| 2008-2009   | HK Sokol Kiev             | VHL            | 37  | 1                | 8                | 9                | 44               | -                | - | -                    | -                    | -                    |                      |                      |
| 2008-2009   | HK Sokol Kiev 2           | PHL            | 4   | 0                | 0                | 0                | 8                | -                | - | -                    | -                    | -                    |                      |                      |
| 2009-2010   | HK Homiel                 | Ekstraliga     | 45  | 2                | 18               | 20               | 110              | 7                | 2 | 3                    | 5                    | 10                   |                      |                      |
| 2010-2011   | HK Homiel                 | Ekstraliga     | 20  | 2                | 4                | 6                | 53               | -                | - | -                    | -                    | -                    |                      |                      |
| 2010-11     | Metallourg Jlobine        | Ekstraliga     | 13  | 0                | 3                | 3                | 52               | 6                | 2 | 0                    | 2                    | 18                   |                      |                      |
| 2012-2013   | Dynamo Kharkov            | PHL            | -   | -                | -                | -                | -                | 2                | 0 | 0                    | 0                    | 2                    |                      |                      |
| Totaux LNH  | Totaux LNH                | Totaux LNH     | 2   | 0                | 0                | 0                | 2                | -                | - | -                    | -                    | -                    |                      |                      |
| Totaux LAH  | Totaux LAH                | Totaux LAH     | 209 | 6                | 21               | 27               | 255              | 5                | 0 | 0                    | 0                    | 0                    |                      |                      |
| Totaux LHOu | Totaux LHOu               | Totaux LHOu    | 105 | 4                | 38               | 42               | 160              | 9                | 2 | 8                    | 10                   | 12                   |                      |                      |

### En équipe d’Ukraine
| Année | Équipe  | Compétition |   | PJ | B | A | Pts | Pun              |  | Résultats |
| 2000  | Ukraine | CM          | 6 | 1  | 1 | 2 | 6   | 14e de l’Élite   |  |           |
| 2008  | Ukraine | CM          | 5 | 0  | 1 | 1 | 0   | 3e de Division I |  |           |
| 2009  | Ukraine | CM          | 5 | 0  | 1 | 1 | 4   | 3e de Division I |  |           |

## Palmarès
- Champion de Biélorussie (2008), médaillé de bronze (2005, 2010, 2011).
- Médaillé d'argent du championnat danois (2004, 2006).
- Champion d’Ukraine (2009).
- Vainqueur de la coupe de Biélorussie (2008).